# メーヌ・ド・ビラン
フランソワ＝ピエール＝ゴンティエ・メーヌ・ド・ビラン（François Pierre Gontier Maine de Biran、1766年11月29日 - 1824年7月20日）は、フランスの哲学者、政治家。一般に「メーヌ・ド・ビラン」として知られる。
　メーヌ・ド・ビランの活動期は1789年フランス革命、ナポレオンの登場、失脚、王政復古と完全に重なり、政治家としてそれらの時代を生き抜いた(メーヌ・ド・ビランはナポレオンより３歳年下でナポレオン死後３年後に死去、とナポレオンの同世代人)。生前のビランは著名な政治家としての名が高く、哲学は彼の別の面に過ぎなかった。彼の哲学にはその経歴から期待されるような社会的・政治的な匂いはなく、身体や知覚や感情などに関する内省的な思索で貫かれており、「私たちの生きる通常の世界に降りていく哲学者が必要なのだ」と晩年に記している。　その哲学に対する姿勢から生まれた思索は後生の哲学者の一部に影響を与え、現代に至るフランス・スピリチュアリスムの哲学やフランス反省哲学の源流としてビランは高い評価を受けている。

## 生涯
1766年11月29日、フランソワ＝ピエール＝ゴンティエ・メーヌ・ド・ビランはフランス南部、ボルドーに近い小都市ベルジュラックで生誕。家庭は祖父も曾祖父も市長を務めたベルジュラックの名家で父親は医師だった。 家庭で15歳まで教育を受け、その後同じフランス南部のペリグーにあるコレージュで古典を学んだ。

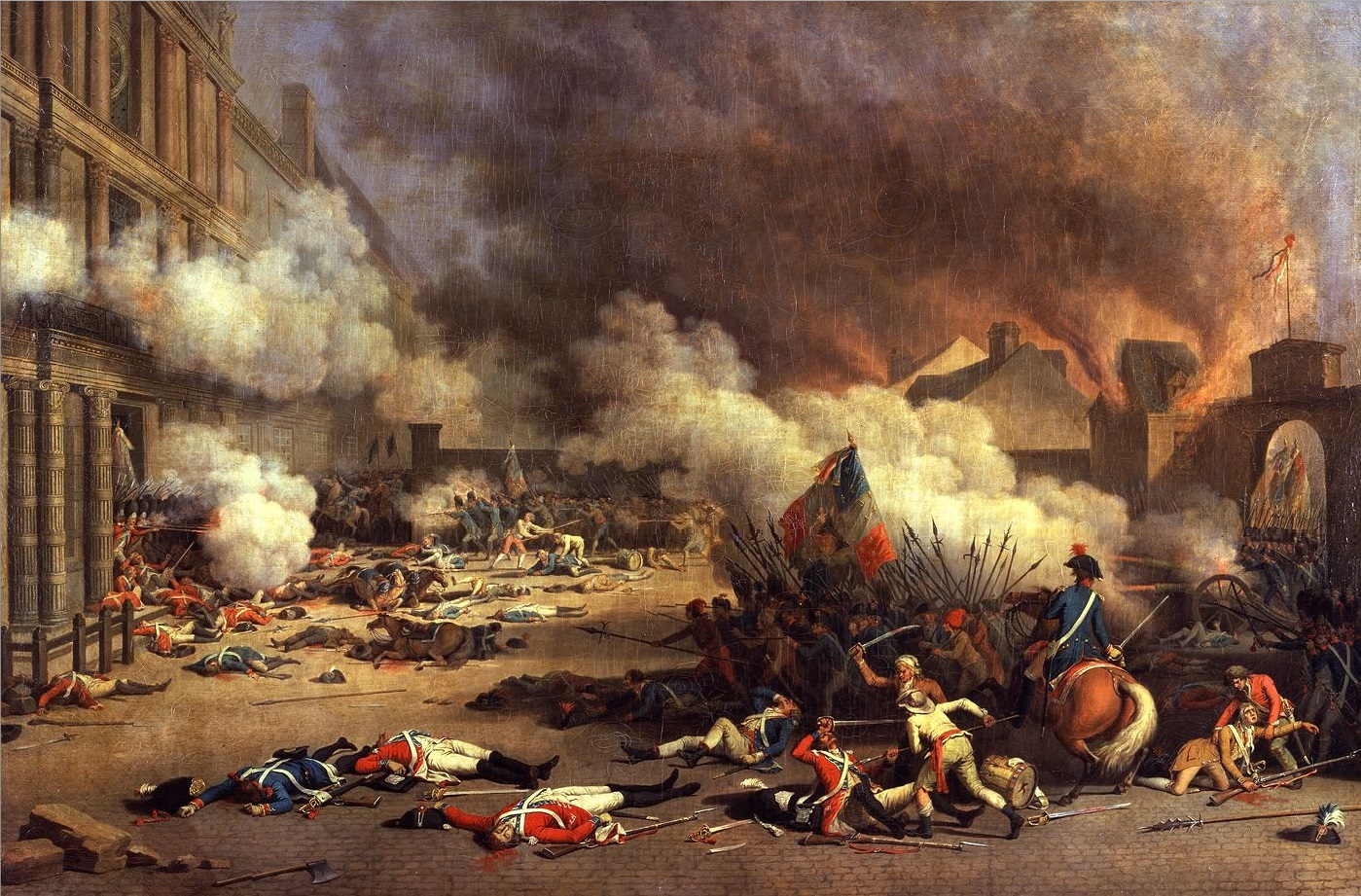
フランス革命(8月10日事件1792年)

1784年(18歳)、ルイ16世の近衛兵となり、フランス革命初期の1789年10月にはヴェルサイユ宮殿で国王を護衛し負傷した。近衛兵が解散され、フランス革命後のジャコバン派による恐怖政治が始まると故郷へ戻り、自然科学や哲学の勉強に沈潜した。この時期ビランはヨーロッパ各地を旅行して見聞を広めている。

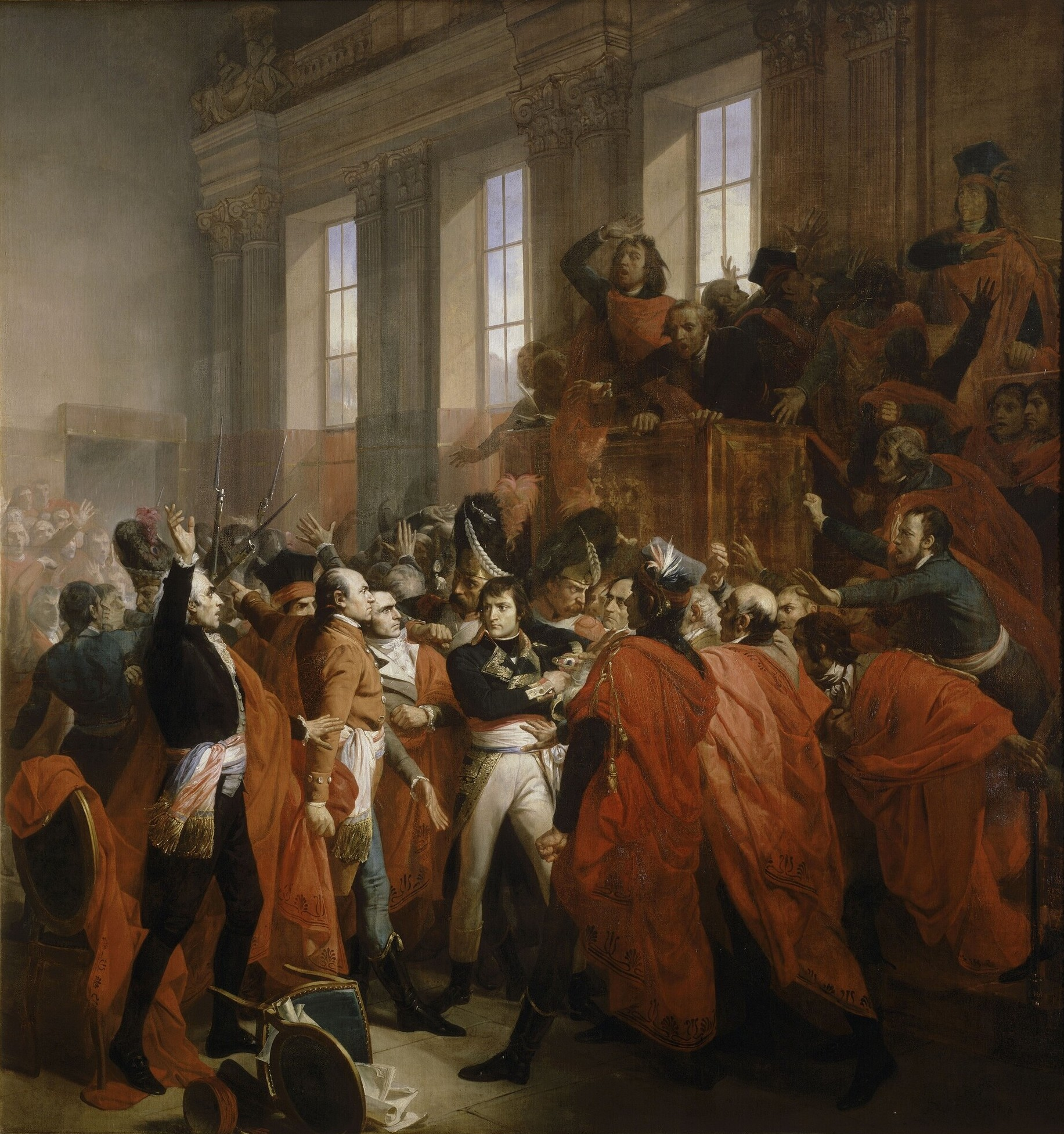
ブリュメール18日のクーデタ（1799.11.09）. 議員たちの抵抗をうけるナポレオン

1794年テルミドールのクーデターにより恐怖政治が終わると、地方行政と関わるようになったビランは行政官になり、1797年には五百人会議員に選ばれたが、同年、ナポレオン・ボナパルト配下の擲弾兵団がパリに呼び寄せられ(ナポレオン自身は行かなかった)フリュクティドール18日のクーデターが起きるとビランは王党派として(ビランは一貫して穏健な立憲王政の支持者だった)当選を取り消された。
1799年11月ナポレオンによるブリュメールのクーデター、1804年ナポレオンのフランス皇帝戴冠による帝政への移行など激動が続くなか、ビランは地方で議会議員、県議会議員、ベルジュラック郡長を務めながら地方行政に力を尽くした（橋・川のインフラ整備、文化財保護、産業・人口調査、初等教育の改善など）。
1810年、元老院から立法院議員に指名され、1812年から議員として国政に参加。1813年、前年にロシア遠征で大敗したナポレオンが兵力増強を議会に要請したが、ビランは同僚議員と共に戦争継続を求める皇帝ナポレオンに反対する建白書の印刷を可決させた。 ナポレオンは激怒したがその威光はもはや薄れており、1814年3月パリが陥落し、翌月ナポレオンはエルバ島へ追放された。
同年、ルイ18世即位による王政復古後、下院の財務官、騎士(シュバリエ)として貴族となり、途中ナポレオンの百日天下(1815年)、極右王党派の急速な勢力拡大による落選(1816年)を除いて、議員の地位を保ち続けた。ナポレオンの死(1821年)から3年後の、1824年7月20日、メーヌ・ド・ビランはパリで死去した。

## 哲学

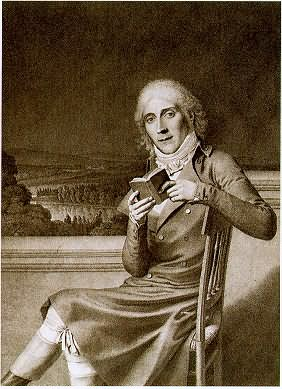
François Pierre Gontier Maine De Biran(1766-1824)

### 哲学上の履歴
- 1798年  懸賞課題(フランス学士院)「観念の形成に及ぼす記号の影響」応募草稿未完
- 1799年　　同 「習慣が思惟機能に及ぼす影響を決定せよ」論文応募
- 1801年　　同 「　　　(同一課題）　　　」　応募、受賞 (『習慣論』として出版)
- 1802年　　同 「思惟機能はいかに分解されるべきか」　執筆中、妻の急死に遭い未完。[7]
- 1805年　　同 「　　　(同一課題）　　　 」　　応募、受賞。（『思惟の分析』）
- 1807年  懸賞論文(ベルリン・アカデミー)　　　　応募、次席受賞(『直接的統覚について』)
- 1811年　 〃　(コペンハーゲン王立アカデミー)　応募、受賞(『人間の身体と精神の関係』)

以後、これまでの自分の考えの総合として後生『心理学の諸基礎についての試論』と呼ばれるようになる原稿の執筆に取り組むも未完に終わる。
（1805年『思惟の分析』から『心理学の諸基礎についての試論』までの時期の思想を"ビラニスム"という。
　ビラニスム時代の原稿は生前には出版されていない。）
- 1812年　立法院議員としてパリに出てきたビランは、自宅で哲学のサークルを始める。

後期のビランはビラニスム期にはなかった宗教的な傾向を深め、『人間学新論』で宗教的生も含めた総合的な人間学を目ざしたが未完に終わり、結局生前にビランの著作はほとんど出版されなかった。　

### 概要
観念学(idèologie,イデオロジー) の立場からビランは認識に対する研究をはじめたが、その後イデオロジーとは異なるスピリチュアリスムの立場で独自の哲学（ビラニスム）を構築することとなる。ビラニスム時代の哲学は宗教的ではなかったが、その後思想立場が移り、晩年は神秘主義にも接近している。
内省的方法による感覚知覚を考察し、意識の本質を探究。「内奥感の根源的事実」「内的事実」「内的空間」「反省的諸概念」などの概念を提示している。

## 著作（邦訳）
- 佐藤博之 訳『人間学新論』開明書院、1981年6月。
- F.C.T.ムーア校訂 編、益邑齊・大崎博・北村晋・阿部文彦 訳『人間の身体と精神の関係 コペンハーゲン論考1811年』掛下栄一郎監訳、早稲田大学出版部、1997年5月。ISBN 9784657975195。
  - F.C.T.ムーア校訂 編、益邑齊・大崎博・北村晋・阿部文彦 訳『人間の身体と精神の関係 コペンハーゲン論考1811年』掛下栄一郎監訳（新装版）、早稲田大学出版部、2001年1月。ISBN 9784657011022。
- 増永洋三 訳『人間学新論 内的人間の科学について』晃洋書房、2001年12月。ISBN 9784771012950。

## 関係図書

### 単著での研究・評論
- 澤瀉久敬『メーヌ・ド・ビラン』（西哲叢書 21）弘文堂書房、1936年12月。 NCID BN08277240。
- 北明子『メーヌ・ド・ビランの世界―経験する「私」の哲学』勁草書房、1997年3月。ISBN 978-4326101160。
- アンリ・グイエ 著、大崎博・益邑斉 訳『メーヌ・ド・ビラン―生涯と思想』サイエンティスト社、1999年7月。ISBN 978-4914903640。
- ミシェル・アンリ 著、中敬夫 訳『身体の哲学と現象学―ビラン存在論についての試論』（叢書・ウニベルシタス）法政大学出版局、2000年3月。ISBN 978-4588006685。
- 中敬夫『メーヌ・ド・ビラン―受動性の経験の現象学』世界思想社、2001年3月。ISBN 978-4790708599。
- 佐藤国郎『メーヌ・ド・ビラン研究―自我の哲学と形而上学』悠書館、2007年3月。ISBN 978-4903487052。
- 村松正隆『<現われ>とその秩序―メーヌ・ド・ビラン研究』東信堂、2007年4月。ISBN 978-4887137486。
- 鋳物美佳『運動する身体の哲学　メーヌ・ド・ビランと西田幾多郎』萌書房、2018年8月。ISBN 978-4860651251。

### 関連研究・評論
- モーリス・メルロー＝ポンティ 著、滝浦静雄ほか 訳『心身の合一　マールブランシュとビランとベルグソンにおける』朝日出版社、1981年11月。
  - モーリス・メルロー＝ポンティ 著、滝浦静雄・中村文郎・砂原陽一 訳『心身の合一　マールブランシュとビランとベルクソンにおける』（改訂新版）筑摩書房〈ちくま学芸文庫〉、2007年12月。ISBN 978-4480091147。

## 参考図書
- 松永澄夫(編集) 編『哲学の歴史〈第6巻〉知識・経験・啓蒙―18世紀 人間の科学に向かって』中央公論新社、2007年6月、599-660(執筆:村松正隆)頁。ISBN 978-4124035230。